# Itit
Itit (fl. XIX secolo a.C.) è stata una principessa egizia.

## Sepoltura
La principessa Itit (anche Itet o Ita) figlia di Amenemhat II, venne inumata nella necropoli di Dahshur, vicino alla piramide del padre, insieme a Khnumit, sua sorella e la loro tomba giunse inviolata fino al 1894 quando venne individuata da de Morgan. La sua sepoltura fu la prima ad essere scoperta nel complesso funerario di Amenemhat II e rivelò dentro il sarcofago di pietra, un feretro ligneo con coperchio a botte decorato con lamine in oro che formavano il nome della principessa mentre all'interno recava scritte le formule funerarie che, come in uso, ne costituivano il viatico. La mummia portava una maschera con occhi in argento ed una parrucca intrecciata con fili d'oro mentre il corpo era adorno di monili quali usekh, periscelidi, armille e vari scettri adagiati lateralmente lungo i fianchi ove uno splendido amuleto con falco copriva il taglio effettuato per l'estrazione dei visceri nella procedura di imbalsamazione. Portava una cintura all'altezza della vita, con un grosso fermaglio d'argento decorato con pendenti fatti di perle, nella quale era inserito un fodero dalla punta d'oro con dentro un pugnale di pregevolissima fattura realizzato in oro e bronzo con il pomo in lapislazzuli a forma di crescente lunare.
Sull'impugnatura tubolare, adorna di rosette stilizzate intervallate da losanghe in corniola si innesta la lama in bronzo. Il reperto, poco solido per poter essere un'arma, è da considerarsi di tipo rituale ed è stato deposto con la defunta principessa solo per scopi protettivi confidando nella magia specifica attribuita ai metalli ed ai colori delle pietre preziose usate.
La notevole influenza culturale e gli stretti rapporti commerciali che l'Egitto, nel periodo di Amenemhat II, intrattenne con la Siria e la Palestina, sono confermati dal ritrovamento nel tempio di Ningal di una sfinge raffigurante la principessa Itit, a Qatna, località a nord di Kadesh.